# Theo Parrish
Theo Parrish (Washington, 1972) is een Amerikaanse dj en producer van deephouse. Hij is eigenaar van het label Sound Signature.

## Biografie
Parrish wordt geboren in Washington maar groeit op in Chicago. Aanvankelijk is hij weinig ambitieus en voert hij op school weinig uit. Maar als zijn moeder hem strips ziet tekenen, weet ze hem ertoe over te halen kunstenaar te worden. Dat motiveert hem en hij weet een beurs te bemachtigen voor de Kansas City Art Insitute. Daar kiest hij voor beeldhouwen, waarbij hij zijn creaties combineert met muziek. Naast zijn studie wordt hij ook actief als dj. In zijn thuisstad bloeit op dat moment de housescene op. Wanneer hij in 1994 afstudeert, vertrekt hij naar Detroit, om daar zijn geluk in de muziekwereld te beproeven. In 1996 maakt hij zijn debuut met de ep Baby Steps bij het label Accelerate van zijn stadsgenoot Daniel Bell. Voor de Duitse producer LoSoul, die bij hetzelfde label zit, maakt hij een nieuwe versie van zijn plaat Open Door, die Behind Closed Doors gaat heten. Samen met Moodymann, Marcellus Pittman en Rick Wilhite vormt hij de formatie 3 Chairs, die vanaf 1997 zo nu en dan producties maakt. Rond deze periode richt hij ook zijn label Sound Signature op. Hieronder brengt hij vooral zijn eigen werk uit, maar is er ook ruimte voor platen van underground-producers. In 1998 komt het debuutalbum First Floor uit. Voor de opvolger Parallel Dimensions (2000) schakelt hij ook muzikanten in zoals een saxofonist, een percussionist en een trompetspeler. Daarna neemt hij met 3 Chairs het album Three Chairs 3 op. Tevens formeert hij zelf het muziekcollectief The Rotating Assembly, dat bestaat uit 21 muzikanten onder zijn leiding. Het collectief neemt een album op en verzorgt ook liveshows. Daarna verschijnen er weer soloalbums: Sound Sculptures Volume 1 (2007), Sketches (2010) en American Intelligence (2014).

## Discografie

### Albums
- First Floor (1998)
- Parallel Dimensions (2000)
- The Rotating Assembly: Natural Aspirations (2004)
- Sound Sculptures Volume 1 (2007)
- Sketches (2010)
- American Intelligence (2014)